# Franciszek Dionizy Lutosławski
Franciszek Dionizy Lutosławski h. Jelita (ur. 1830 w Drozdowie, zm. 1891) – twórca fortuny rodu Lutosławskich z ziemi łomżyńskiej.

## Życiorys
Urodził się w majątku Drozdowo k. Łomży, w rodzinie Wincentego Jakuba (1793–1855), absolwenta Szkoły Prawa i Administracji w Warszawie, i Józefy z Grabowskich (1797–1872). Ukończył studia w Szkole Gospodarstwa Wiejskiego na Marymoncie. Podróżował po Europie, by zgłębić wiedzę na temat gospodarowania (Francja, Niemcy, Belgia, Wielka Brytania). Po śmierci ojca, w wieku 25 lat, został dziedzicem Drozdowa, gdzie wprowadził nowoczesne metody gospodarowania. Dokonał on scalenia Drozdowa Górnego i Dolnego, dokupił Wiktorzyn i dzierżawił Piątnicę. Założył mleczarnię i sklep mleczarski w Łomży, tartak, młyn, krochmalnię, finansował budowę kościoła parafialnego w Drozdowie. Był twórcą znanego browaru Drozdowskiego (1862) zdobywającego najwyższe nagrody na festiwalach piwnych w kraju (medal brązowy w Warszawie w 1867 i złoty w 1874) i zagranicą (medal w Wiedniu w 1873, złoty medal w Filadelfii w 1876 i w Paryżu w 1878).
Swoich sześciu synów: Wincentego, Stanisława Kostkę (1864–1937), Mariana, Jana, Kazimierza i Józefa wykształcił za granicą. Pierwsi dwaj byli dziećmi z pierwszego małżeństwa Franciszka Lutosławskiego z Marią Ludwiką ze Szczygielskich (1837–1869), a czterej kolejni z małżeństwa z jej siostrą Pauliną ze Szczygielskich (1846–1922). Jego wnukiem był światowej sławy kompozytor Witold Lutosławski.
Spoczywa na cmentarzu w Drozdowie (nr pomnika B-XV-1).